# Хана (Оклахома)
Хана (енгл. Hanna) град је у америчкој савезној држави Оклахома.

## Демографија
По попису из 2010. године број становника је 138, што је 5 (3,8%) становника више него 2000. године.
| Група             | 2000.      | 2010.      |
| Белци             | 79 (59,4%) | 65 (47,1%) |
| Афроамериканци    | 0 (0,0%)   | 0 (0,0%)   |
| Азијати           | 0 (0,0%)   | 0 (0,0%)   |
| Хиспаноамериканци | 8 (6,0%)   | 3 (2,2%)   |
| Укупно            | 133        | 138        |